# Winterbourne Bassett
Winterbourne Bassett est une paroisse civile et un village du Wiltshire, en Angleterre.